# Małgorzata Markiewicz (artystka wizualna)
Małgorzata Markiewicz (ur. 1979 w Krakowie) – polska artystka sztuk wizualnych, performerka; tworzy obiekty i fotografie.

## Twórczość
Małgorzata Markiewicz jest absolwentką Pracowni Działań Medialnych prof. Antoniego Porczaka na Wydziale Rzeźby Akademii Sztuk Pięknych w Krakowie. Studia ukończyła dyplomem z wyróżnieniem. W 2015 roku uzyskała stopień doktora na tej uczelni. Studiowała również na Konstfack oraz w Critical Design Studio na Wydziale Architektury Królewskiej Akademii Technologicznej w Sztokholmie. 
Należała do grupy feministycznej grzenda.pl oraz Stowarzyszenia Artystycznego „Ośrodek Zdrowia”. Stypendystka Miasta Krakowa w 2018, MKiDN w 2004 i 2011 oraz Fundacji Kultury w 2004 przeznaczonego na realizację projektu Oddychaj.
Do jej głównych form artystycznych należą obiekt, wideo, instalacja i fotografia. Tworzy obiekty w przestrzeni publicznej, a także wykonane z gotowych ubrań, tkanin i włóczki. Jej prace często odwołują się do kwestii kobiecych ról, takich jak macierzyństwo czy prace domowe kobiet; nierzadko w nieco humorystyczny sposób przedstawiając też ciało kobiece jako erotyczny obiekt męskiego pożądania.
Współpracuje z galerią l’etrangere w Londynie. Jej prace znajdują się kolekcjach: Berardo Museum Portugalia, MOCAK Kraków, Gdańska Galeria Miejska, Gdańsk, Bunkier Sztuki, Kraków, Arsenał w Białymstoku, Botkyrka Konsthall, Szwecja oraz w kolekcjach prywatnych.
Mieszka i pracuje w Krakowie.
Wybrane wystawy:
- 2002: Projekty z recyclingu - Dom, Kraków;

- 2003: Motyw żółtego - akcja w przestrzeni publicznej, Kraków; Kołdra - Galeria Lokal, Kraków; Pajęczyna - Galeria Potocka, Kraków;
- 2004: Ciepło-Zimno - Instytut Goethego / Dworzec Główny, Kraków;
- 2005: Kwiaty - Otwarta Pracownia, Kraków;
- 2006: Wystawa tkanin splamionych haftem - Galeria Manhattan, Łódź; Flowers - Studio Stefania Miscetti, Rzym;
- 2007: Przemiany - Bunkier Sztuki, Kraków; Nowo-twory - Galeria Program, Warszawa; Abandoned - Gallery Turf, Londyn, Wielka Brytania;
- 2008: Momenty bezwładności - Galeria Pauza, Kraków;
- 2009: Albo-Albo, Galeria Le Guern, Warszawa[6]; Ukryte piękno meblościanki, niedzielnych spotkań i domowych pleśni - BWA w Tarnowie;
- 2010: ESC, wyjścia ewakuacyjne, BWA Bielsko-Biała;
- 2011: Wearable Nations - The Factory for Art and Design, Kopenhaga, Dania; Tkaniny EU - MOCAK, Krakow; Nie -całe/ pół -pełne - Art Agenda Nova, Kraków; NIE na MIEJSCU - Centrum Sztuki Współczesnej Zamek Ujazdowski, Warszawa[7];
- 2012: Znikające punkty - Galeria Piekary, Poznań; Macierzyństwo - Warsztaty Sztuki, Lublin; 4 Art Boom Festival, Kraków; Cosmopolitan Stranger - Hotel de Inmigrantes , Hasselet Belgia; Drżące ciało. Fotografia z kolekcji Cezarego Pieczyńskiego - Galeria Starmach;
- 2013: House, Home, Domesticity, Botkyrka Konsthall, Sztokhlom, Szwecja; Negocjowanie codzienności - Galeria Przytyk, Tarnowskie Góry; Who makes Europe - Matadero, Madryt, Hiszpania;
- 2014: Nocne aktywności - BWA Katowice;
- 2015: Alternativa – WERNAKULARNOŚĆ - Instytut Sztuki Wyspa, Gdańsk; Nie/dopasowanie, Galeria Wizytująca, Warszawa; Gender w Sztuce - MOCAK, Kraków; VI Odsłona Kolekcji MOCAKu - MOCAK, Kraków; Krzątaczki, Dom Norymberski, Kraków; Dom. Domowość. Udomawianie. Otwarcie Domu. - Galeria F.A.I.T, Kraków;
- 2016: Can I make you feel bad? - Galeria l’etrangere, Londyn, Wielka Brytania; To nic, to nic, powiedziałem sobie, nic, nic[8]. - Galeria WizyTUjąca, Warszawa;
- 2017: Stitching and Unstitching - Mathare Art Gallery, Nairobi, Kenia;
- 2018: Home Strike - Galeria l’etrangere, Londyn, Wielka Brytania[9];
- 2019: Przekraczania granic - XVI Międzynarodowe Triennale Tkaniny, CMWL, Łódź[4];
- 2020: Ja, naprawiaczka. Wystawa zreperowanych ubrań - Park rzeźby na Bródnie, Muzeum Sztuki Nowoczesnej w Warszawie[10]; Matter od the Antropocene - Galeria Centrala Birmingham, Wielka Brytania;
- 2022: To już nie jest męski świat. Bunkier Sztuki, Kraków;
- 2023: Strangers' Stories. Małgorzata Markiewicz & Camilla Alberti; Akademie Graz, Austria.

## Nagrody
- Nagroda im. Kazimiery Bujwidowej[11]